# 图诺什纳机场
图诺什纳机场（俄语：Аэропорт Туношна，国际航空运输协会机场代码：IAR，国际民间航空组织机场代码：UUDL）是俄罗斯雅罗斯拉夫尔州的一个机场。位于雅罗斯拉夫尔东南18公里处，主要使用中型客机。

## 航空公司及目的地
| 航空公司   | 目的地                      |
| ---------- | --------------------------- |
| 波列特航空 | 莫斯科-多莫杰多沃，聖彼得堡 |

## 外部連結
- http://www.iar.aero（页面存档备份，存于） （俄文）